# Pfälzische Tonwerke Hagenburger und Schwalb

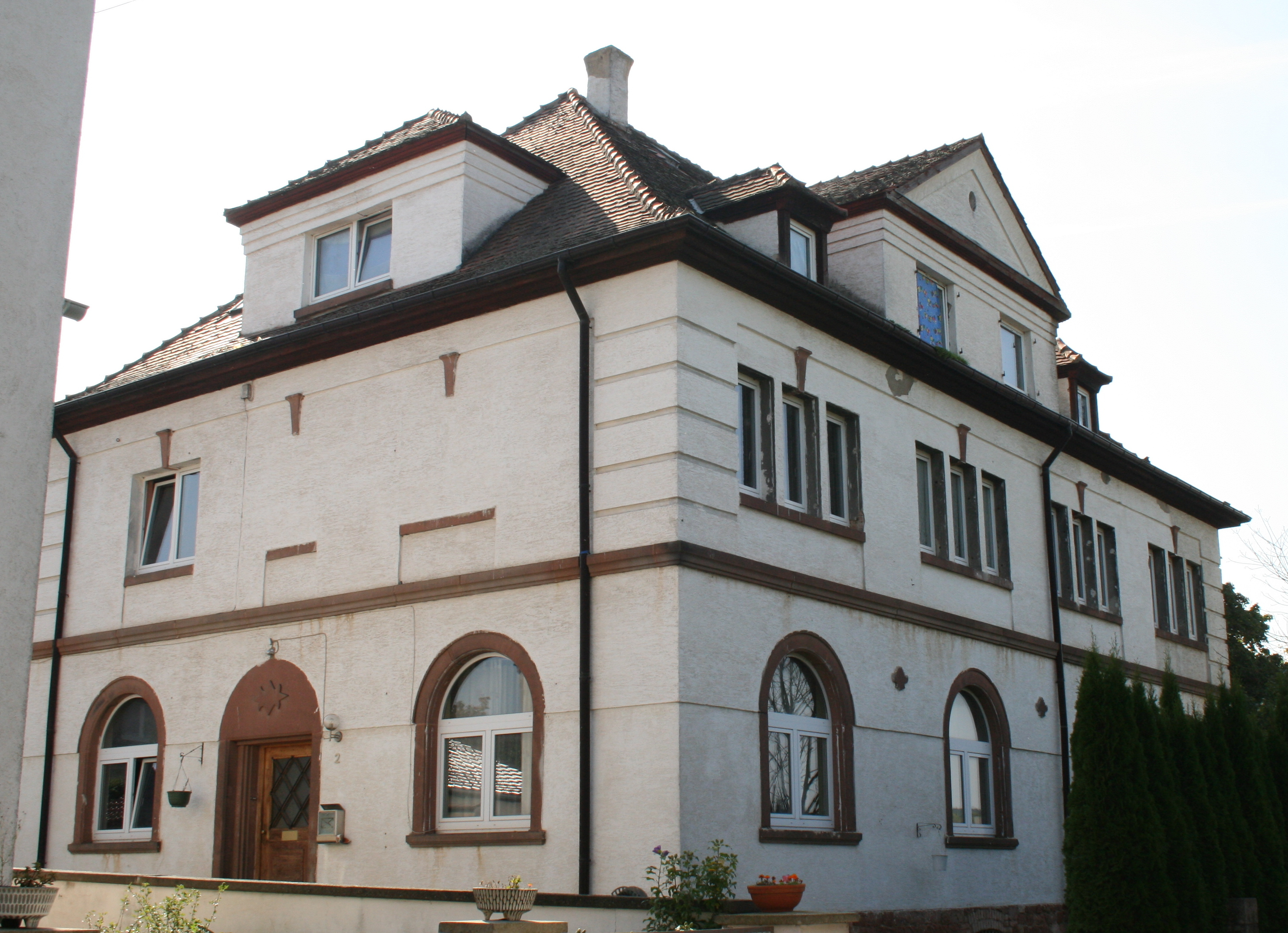
Verwaltungsgebäude der Pfälzischen Tonwerke

Die Pfälzischen Tonwerke Hagenburger und Schwalb waren eine Schamottefabrik aus Hettenleidelheim, die 1901 gegründet wurde.
Basis für die Gründung des Unternehmens waren die Tonvorkommen. Seit 1894 bestand außerdem die von der Eistalbahn abzweigende Bahnstrecke Ebertsheim–Hettenleidelheim, über die die Tonvorkommen jahrzehntelang abtransportiert wurden. Zwischenzeitlich wurde das Unternehmen in Chamotte-Industrie Hagenburger Schwalb AG umbenannt und verfügte über am Bahnhof Hettenleidelheim über ein Anschlussgleis, das bis in das Werksgelände hineinragte. In den 1930er Jahren wurde das Unternehmen von Hoesch übernommen, später gehöre es zu den Didier-Werken. In den 1980er Jahren wurde es vollständig aufgegeben.